# 小行星9238
小行星9238（英語：9238 Yavapai）是一颗围绕太阳公转的小行星。1997年4月28日，保罗·G·康宝在普雷斯科特发现了此天体。
这颗小行星的绝对星等为172.966767666215等。